# Alan Alexander Milne
Alan Alexander Milne (často také psán jako A. A. Milne) (18. ledna 1882 Londýn – 31. ledna 1956 Hartfield, Sussex) byl anglický spisovatel a dramatik, proslulý především příběhy pro děti. Světovou proslulost získal zejména cyklem knih o Medvídkovi Pú (v angličtině Winnie-the-Pooh). Jeho tvorba je však daleko rozsáhlejší a je určená rovněž dospělým.

## Biografie
Alan Alexander Milne se narodil v Kilburnu v Londýně. Jeho rodiči byli John Vine Milne a Sarah Marie Milne (rodným jménem Heginbotham). Navštěvoval Henley House School, malou soukromou školu, kterou řídil jeho otec. Jedním z jeho učitelů byl i H. G. Wells, který zde učil v letech 1889–1890. Dále navštěvoval Westminster School a Trinity College v Cambridgi, kde vystudoval matematiku. Během studia psal, spolu se svým bratrem Kennethem, své první články do studentského časopisu Granta. Jejich články byly podepisovány třemi písmeny – AKM. Články A. A. Milnea upoutaly pozornost britského humoristického magazínu Punch, kam Milne začal také přispívat. Po čase se zde stal asistentem editora.
Během první světové války Milne narukoval do Britské armády a sloužil jako důstojník. Propuštěn byl 14. února 1919. Po válce napsal dílo odsuzující válku Peace with Honour (1934).
Během druhé světové války byl Milne jedním z nejprominentnějších kritiků anglického spisovatele P. G. Wodehouse.
V roce 1913 se oženil s Dorothy „Daphne“ de Sélincourt. V roce 1920 se jim narodil jediný syn – Christopher Robin Milne (1920–1996). V roce 1952 měl A. A. Milne mozkovou mrtvici a po operaci mozku se z něj stal invalida. Zemřel v lednu 1956 ve věku 74 let.

## Literární kariéra

### 1903–1925
Po absolvování Cambridge v roce 1903 přispíval Milne do časopisu Punch svými humornými říkankami a rozmarnými eseji. Napsal také osmnáct her a tři romány včetně záhadného The Red House Mystery (1922). Když se v roce 1920 narodil jeho syn, napsal Milne sbírku dětských básniček a říkanek When We Were Very Young, kterou ilustroval Ernest Howard Shepard (1879–1976), karikaturista pracující v časopisu Punch.
Další dílo, Gallery of Children, sbírka povídek pro děti, která se pak stala součástí knih o Medvídkovi Pú, vyšla v roce 1925.
Milne byl také scenáristou v právě vznikajícím britském filmovém průmyslu. Napsal čtyři povídky (konkrétně The Bump s Leslie Howard v hlavní roli, Twice Two, Five Pound Reward a Bookworms), které byly v roce 1920 natočeny společností Minerva Films.

### 1926–1928
A. A. Milnea nejvíce proslavily jeho dvě knihy o Medvídkovi Pú, ve kterých vystupoval Kryštůfek Robin, pojmenovaný po jeho synovi. Ostatní postavičky měly také svůj reálný podklad v plyšových hračkách. Plyšový medvěd jeho syna se však jmenoval Edward; Milne jej přejmenoval na Winnie-The-Pooh podle kanadského Winnipeg, medvědího maskota v první světové válce, později převezeného do londýnské zoo. Původně knihy ilustroval E. H. Shepard, který používal plyšového medvěda svého syna jako model. Dalšími známými postavičkami jsou například skákavý Tygr a smutný Ijáček. Hračky Christophera Robina jsou nyní vystaveny v New Yorku.
Les, ve kterém se příběh odehrává, je taky postaven na reálném základě – Milne se synem žili kousek od lesa a chodili spolu na pravidelné procházky. E. H. Shepard přímo tento les maloval a malý Milne tvrdil, že les, ve kterém žije medvídek Pú a les, do kterého chodí on s tátou na procházky, vypadají úplně identicky.
Medvídek Pú byl vydán v roce 1926 a v roce 1928 jej následoval druhý díl Púovo zátiší (v angličtině The House at Pooh Corner).
V roce 1927 vyšla další kniha básniček pro děti, Now We Are Six. Milne v tomto období napsal také čtyři další hry. The World of Pooh vyhrála cenu cenu Lewise Carrolla v roce 1958.

### 1929 a dále
Milne byl poněkud otráven úspěchem svých dětských knížek, protože do té doby věřil, že je schopen psát pro jakkoliv zaměřené čtenáře, ne jen pro jednu určitou vrstvu. Jeho syn také stárnul, neměl tedy již tolik inspirace pro psaní dětských knih. Dokonce i časopis Punch jej začal odmítat. Po jeho smrti jeho žena prodala práva na Medvídka Pú Společnosti Walta Disneyho. Práva vyprší v roce 2026.

### Dílo
- Wurzel-Flummery, 1917
- Mr Pim Passes By, 1919
- The Dover Road, 1922
- The Red House Mystery, 1922
- When We Were Very Young, 1924
- Medvídek Pú (Winnie-The-Pooh), 1926
- Now We Are Six, 1927
- The House At Pooh Corner, 1928